# 福井県道170号五条方下荒井線
福井県道170号五条方下荒井線（ふくいけんどう170ごう ごじょうほうしもあらいせん）は、福井県大野市と勝山市を結ぶ県道（一般県道）である。

## 概要
大野市東部の田園地帯を南から北へ抜けている県道である。概ね真名川に近い集落を結び、中程の国道重複区間にある君ヶ代橋で左岸側から右岸側へ遷移し下流側へと進むが、勝山市境に架かる土布子橋で再び左岸へ戻ったところで終点となる。かつては土布子橋から赤根川の赤根橋を経て大野市南新在家で国道157号と接続・重複のうえ下荒井トンネルを抜けて九頭竜川・真名川合流点付近に架かる下荒井橋の南詰に至る経路で、大野市・勝山市境を三度通過していた。
この路線の東側に並行する福井県道171号五条方松原出勝山線が起点は同一の大字内にあるものの地点が異なっており、終端部では重複しながらの本路線終点からさらに真名川に沿って進み、約650 m下流の国道157号下荒井橋を渡ったところにある大渡交差点に至る。

### 路線データ
- 起点：大野市五條方 北緯35度56分34.5秒 東経136度32分43.6秒 / 北緯35.942917度 東経136.545444度
- 終点：勝山市遅羽町下荒井 北緯36度1分1.8秒 東経136度30分54.6秒 / 北緯36.017167度 東経136.515167度

## 地理

### 通過する自治体
- 福井県
  - 勝山市
  - 大野市

### 接続道路
- 国道157号（大野市五條方、起点）
- 国道158号（大野市菖蒲池・君ヶ代橋交差点 - ＜重複＞ - 同市井ノ口）
- 福井県道171号五条方松原出勝山線（大野市土布子 - ＜重複＞ - 勝山市遅羽町下荒井・土布子橋西詰、終点）

### 沿線
- 越美北線（九頭竜線） 越前田野駅
- 旧京福電気鉄道越前本線下荒井トンネル